# Martha Herrera
Martha Patricia Herrera Vásquez (Bogotá, Colombia, 28 de noviembre de 1959) es una periodista y productora deportiva en Colombia, con experiencia en cubrimiento de eventos nacionales e internacionales.

## Biografía
Hija de una familia bogotana, creció en un ambiente deportivo, debido a la afición de su padre al ciclismo y a los toros, y a que sus hermanos practicaron ciclismo en pista. Culminó su bachillerato en el Liceo Pedagógico Moderno, donde elaboró un periódico. Desde muy joven quiso ser reportera deportiva, pero al pasar los años en la Universidad se dio cuenta de que lo de ella era la producción de televisión. Egresó de la Facultad de Comunicación Social de la Universidad Jorge Tadeo Lozano en 1984. Realizó después una especialización de Producción Deportiva en Los Ángeles. 

### Trayectoria
Inició sus prácticas en el periódico El Bogotano, en la columna taurina llamada De toro un poco. Después se vinculó al noticiero de las 7, y posteriormente al noticiero TV Hoy. Fue en 1990, como directora de eventos deportivos en RCN Televisión, cuando dio inicio a la parte de producción deportiva que la ha llevado a dirigir las transmisiones del Tour de Francia, Vuelta a Colombia, Juegos Olímpicos, Copa América/95, Juegos Nacionales, Bolivarianos, Centroamericanos, Panamericanos e Internacionales, desde Barcelona 92, Sídney 2000, Pekín 2008, mundial de fútbol Italia 90 y Estados Unidos 94, entre otros. 
Martha Herrera también se desempeñó como asesora de imagen del expresidente Andrés Pastrana y como jefe de prensa de la Selección Colombia. Fue la primera mujer en incursionar en terrenos exclusivamente para hombres.[cita requerida]
En la actualidad [¿cuándo?] dirige su propia productora de televisión, donde continúa prestando sus servicios en eventos deportivos especiales, tales como Juegos Internacionales y Nacionales.

## Experiencia
- Noticiero de las siete
- Noticiero TV Hoy
- Juegos de Olímpicos de Barcelona 92
- Mundial de Fútbol Estados Unidos 94
- Mundial de Fútbol Italia 90
- Copa América 1995
- Mundial de Ciclismo 1995
- Juegos Olímpicos de Sídney 2000
- Copa Libertadores 1993 - 2000
- Juegos Nacionales 2004
- Juegos Bolivarianos 2005
- Juegos Centroamericanos 2006
- Juegos Panamericanos Río de Janeiro Brasil 2007
- Juegos Olímpicos Pekín 2008
- Juegos Suramericanos 2010
- Juegos Nacionales 2012

### Juegos Olímpicos Pekín 2008
Herrera alcanzó la dirección oficial de las transmisiones de las competencias de ciclismo en pista y ciclomontañismo en los juegos Olímpicos Beijing. Viajó con un equipo de 27 colombianos entre productores, realizadores, coordinadores, camarógrafos, ingenieros, etc, a los cuales convocó de distintos medios privados y regionales del país. Fue nombrada por el español Manolo Romero (director general de los Juegos Olímpicos de Beijing), quien la conoció en los Juegos Panamericanos de Río de Janeiro.

### Juegos Suramericanos Medellín 2010
Eligió personal de diferentes empresas del país como de RCN Televisión, Canal Capital, Canal Caracol, CM&, Telemedellin y RTVC. Con un grupo de más de 500 personas con transmisión en directo de 24 horas, 9 unidades móviles, 40 cámaras, 145 transmisiones entre unilaterales que en su mayoría fueron compradas por países como Brasil, Venezuela y Perú y unilaterales cuya señal se puso de forma gratuita en el satélite brindando la posibilidad de ser descargada y producida por cualquier que lo deseare.